# Le lunghe notti della Gestapo
Le lunghe notti della Gestapo è un film del 1977, diretto da Fabio De Agostini.